# Villa Rustica (Möckenlohe)

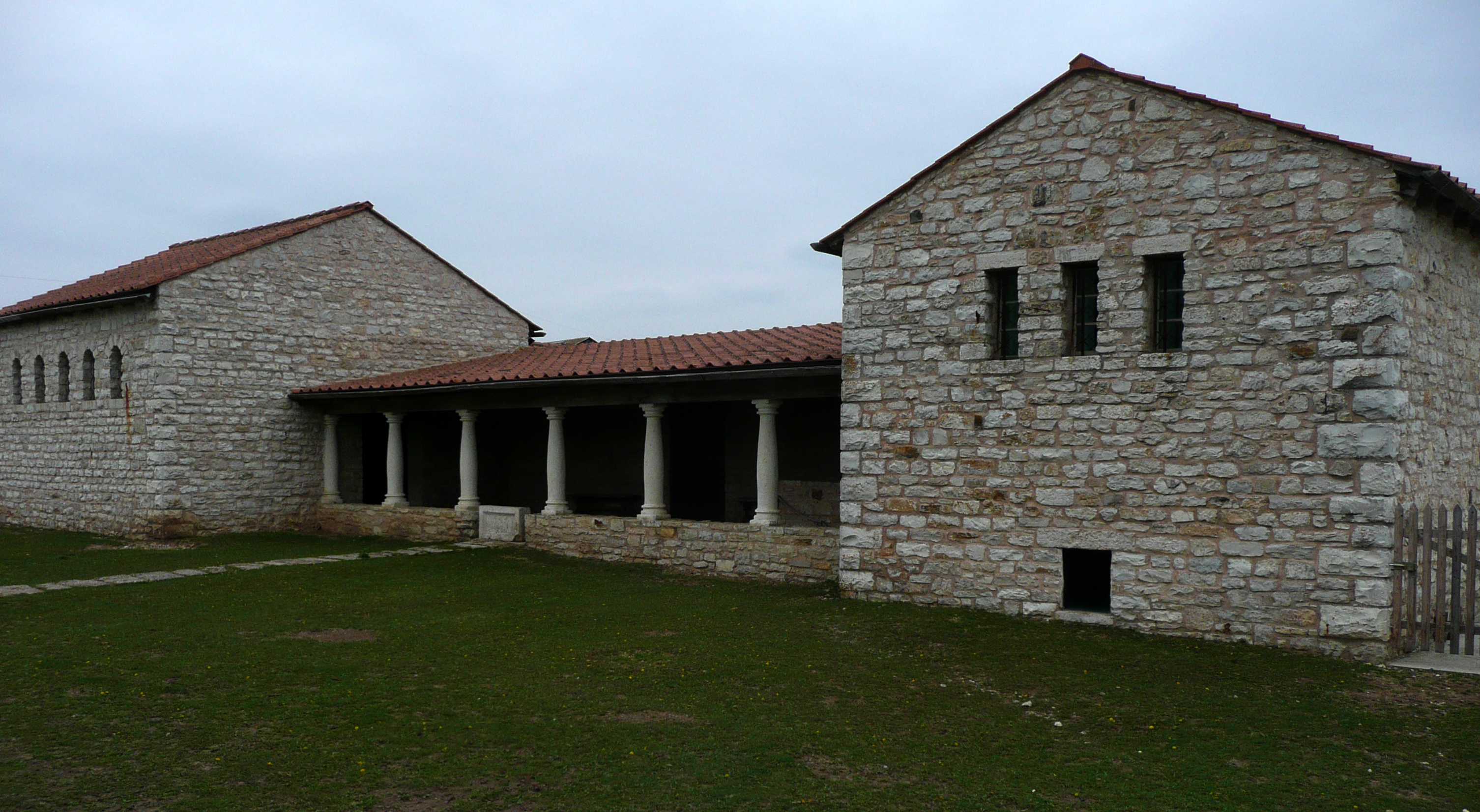
Rekonstruktion der Villa

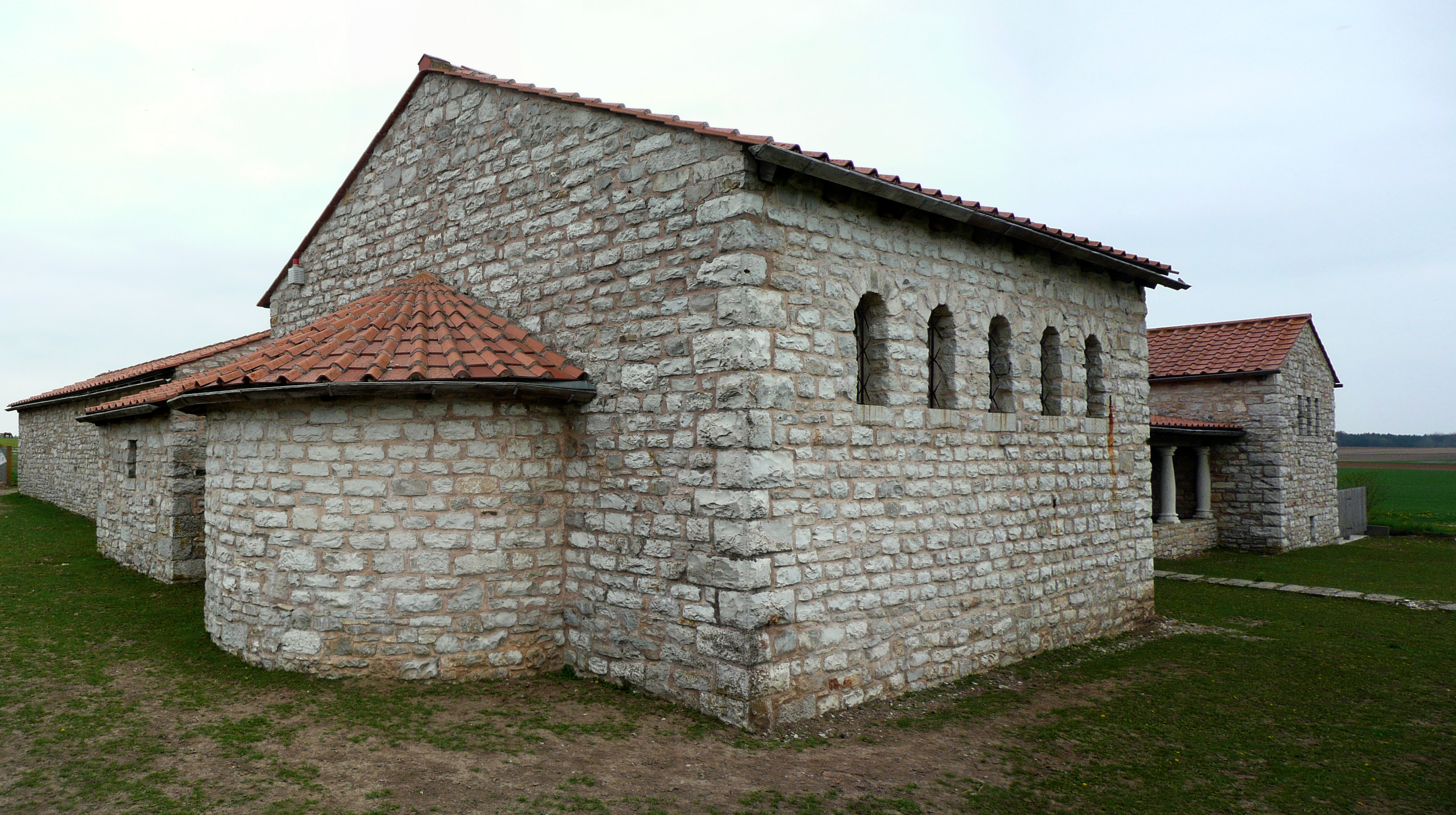
Rekonstruktion der Villa, weitere Ansicht

Bei der Villa Rustica von Möckenlohe handelt es sich um die Reste einer römischen Villa des 2./3. Jahrhunderts bei Möckenlohe, ein Gemeindeteil von Adelschlag im Landkreis Eichstätt in Bayern.
Antike Reste waren seit dem Beginn des 20. Jahrhunderts bekannt. Luftbildaufnahmen aus dem Jahr 1983 zeigen den Plan der Villa, aber auch Nebengebäude. 1987 bis 1989 wurde das Haupthaus ausgegraben, 1992/93 wurde es wieder aufgebaut.

## Beschreibung
Der Bau der Villa bestand aus Kalkbruch-Mauerwerk, der Eckrisaliten an der Front im Süden hatte, wo auch der Haupteingang lag. Hier stand einst auch ein Säulengang. Die ganze Front war einst etwa 30,5 Meter lang. Hinter dem Säulengang öffnete sich ein großer Hof. Räume befanden sich westlich des Hofes und im Süden, wo auch der Säulengang stand. Ein Raum war unterkellert, mindestens zwei Räume hatten Hypokausten. Die Villa wurde wahrscheinlich unter Kaiser Hadrian errichtet und in der Mitte des dritten Jahrhunderts nach einem Brand aufgegeben. Der moderne Nachbau richtet sich nicht in allen Details nach dem archäologischen Befund und ist an einen Haustierzoo angeschlossen.